# Clare (hrabstwo)
Clare (irl. Contae an Chláir, ang. County Clare) – hrabstwo w irlandzkiej prowincji Munster, na zachodnim wybrzeżu, w pobliżu rzeki Shannon i jeziora Lough Derg. Początkowo hrabstwo nazywane było hrabstwem Thomond. Jego pseudonim to Banner County (hrabstwo sztandarów, flag), co odnosi się do tamtejszej tradycji noszenia sztandarów na spotkaniach politycznych i różnych świętach.
Percy French, XIX-wieczny twórca ballad, napisał swoją najbardziej znaną piosenkę – Are Ye Right There Michael nacierając uszu nieudolnej w tamtym czasie sieci kolejowej hrabstwa, a szczególnie West Clare Railway. French zrelacjonował swoją podróż koleją z Ennis i Kilkee. Większość sieci została zamknięta w latach czterdziestych.

## Geografia
W hrabstwie znajduje się płaskowyż Burren, unikatowy obszar pełen wapiennych wzgórz i pól, Bunratty – zamek. Na zachodnim krańcu płaskowyżu, gdzie spotyka się on z Oceanem Atlantyckim znajdują się klify Moher. Mieści się tam także port lotniczy Shannon, obsługujący m.in. połączenia ze Stanami Zjednoczonymi i Polską.

## Miasta hrabstwa Clare
- Burren
- Clarecastle, Cratloe
- Doolin
- Ennis, Ennistimon
- Inagh
- Kilkee, Killadysert, Killaloe, Kilrush
- Lahinch, Liscannor, Lisdoonvarna, Lissycasey
- Mountshannon, Meelick
- Newmarket-on-Fergus
- O'Briensbridge
- Quin
- Scariff, Shannon Town, Sixmilebridge, Spanish Point